# سيمون سينك
سيمون أوليفر سينك (مواليد 9 أكتوبر 1973، ويمبلدون (لندن)) (بالإنجليزية: Simon Oliver Sinek) هو مؤلف بريطاني-أمريكي، محاضر تحفيزي، ومستشار تنظيمي.
قام سيمون أوليفر بتأليف أربعة كتب، من بينها كتاب «ابدأ مع لماذا: كيف يلهم القادة العظماء الناس للعمل» سنة 2009.

## مسيرته
ولد سينك في ويمبلدون (لندن)، وعندما كان طفلا عاش في جوهانسبرغ ولندن وهونغ كونغ قبل أن يستقر في الولايات المتحدة. تخرج من (Northern Valley Regional High School at Demarest) سنة 1991.
درس القانون في جامعة سيتي يونفيرسيتي لندن وحصل على درجة البكالوريوس في علم الإنسان الثقافي من جامعة برانديز.

## روابط خارجية
- Start With Why website
- صفحة سيمون سينك على موقع goodreads.com